# 似島学園高等養護部
似島学園高等養護部（にのしまがくえんこうとうようごぶ）は、広島県広島市南区似島にある。知的障害者施設。

## 沿革
- 1966年5月10日：高等養護部設立。
- 2010年4月：現在地にて移転（旧建物は老朽化によって取壊して広島市に返した）。

## 交通機関
- 似島汽船：1日3本
- バンカー・サプライ：広島市営桟橋から似島学園前桟橋まで往復し、所要時間は約15分。

## 住所
広島県広島市南区似島町長谷1487